# Cannon Air Force Base
Pour les articles homonymes, voir CVS (homonymie).
Cannon Air Force Base est une base de l'United States Air Force située à Clovis dans le comté de Curry au Nouveau-Mexique.
Elle abrite aujourd'hui le 27th Fighter Wing.
(code IATA : CVS • code OACI : KCVS)